# Sing Sing (gevangenis)

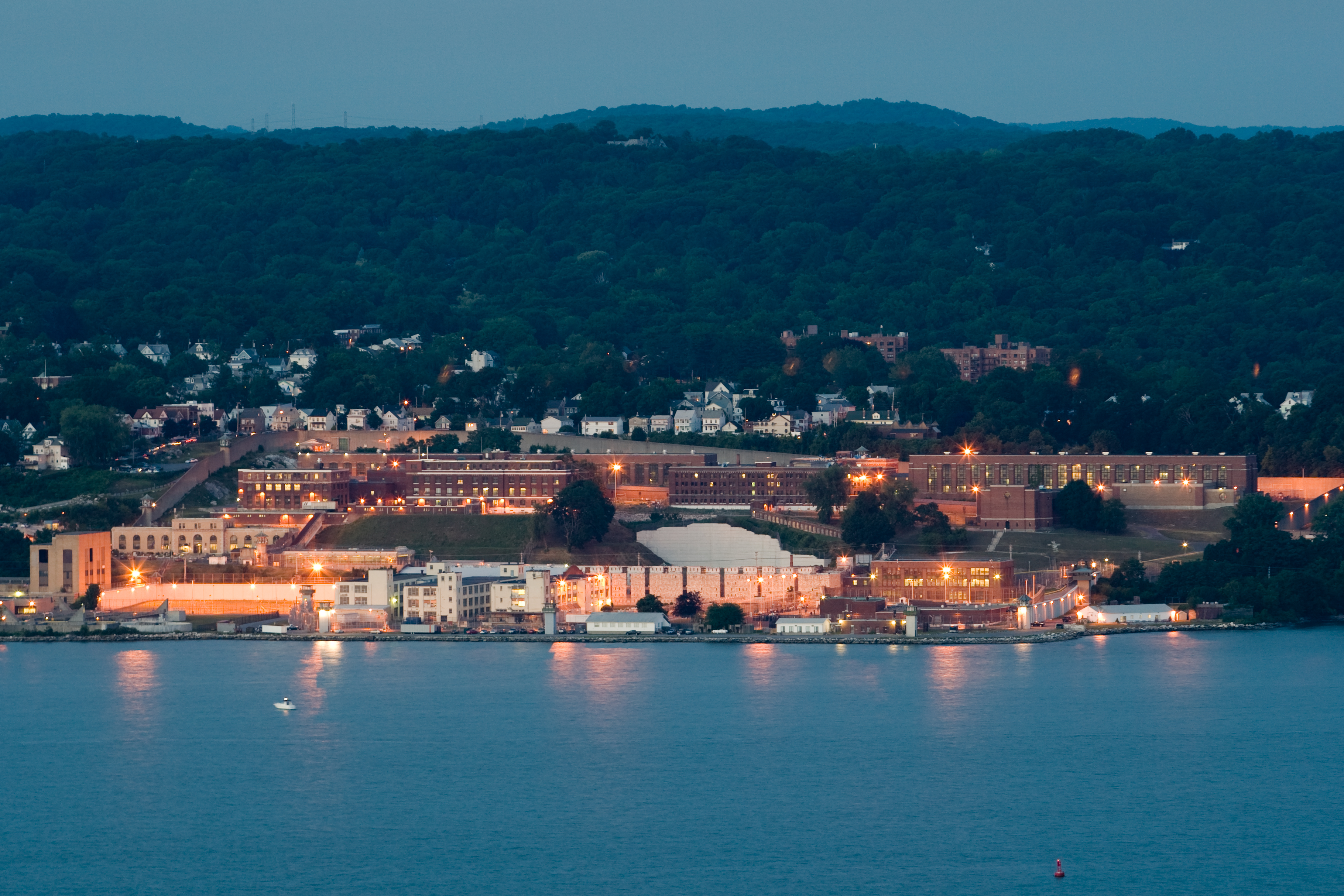
De Sing Sing vanaf de Hudson River

De Sing Sing is een gevangenis in het Amerikaanse stadje Ossining in de staat New York. De officiële naam van deze maximaal beveiligde inrichting is Sing Sing Correctional Facility. In 2005 herbergde de gevangenis 1700 gedetineerden.
De naam Sing Sing is van Indiaanse origine. Het bestuur van de staat New York opende de gevangenis in 1828 naast een zilvermijn, zodat de Sing Sing zichzelf kon bedruipen. Van 1891 tot 1963 vonden in deze gevangenis meer dan 600 terechtstellingen (een record) plaats met de elektrische stoel. De bekendste geëxecuteerden waren wellicht Julius en Ethel Rosenberg in 1953.
In 1983 vond er een opstand in de Sing Sing plaats, die 53 uur duurde en waarbij enkele cipiers werden gegijzeld.

## Externe link

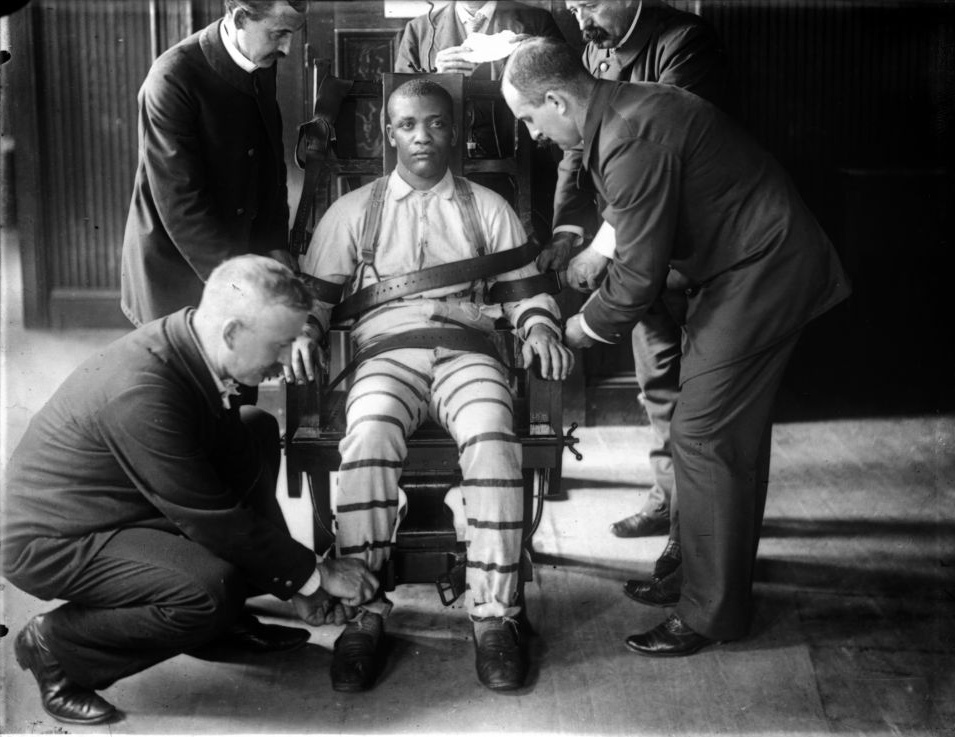
Elektrische stoel in Sing Sing, ca. 1900 (zie ook doodstraf in de Verenigde Staten)